# Bundesautobahn 73
Pour les articles homonymes, voir A73.
La Bundesautobahn 73 (ou BAB 73, A73 ou Autobahn 73) est une autoroute allemande d'une longueur de 157 kilomètres.